# Earthshaker
Earthshaker es un grupo japonés de heavy metal formado en Osaka en 1978.
Cuentan con una extensa trayectoria, y fueron uno de los puntales del metal japonés de los años 80 junto a bandas como Anthem, EZO y los más conocidos internacionalmente Loudness.
No obstante haber publicado un álbum debut homónimo en 1983, considerado uno de los mejores discos de heavy metal nipón de todos los tiempos, el grupo fue llevando su música hacia terrenos cada vez más cercanos al soft metal, e incluso al pop rock, perdiendo gradualmente la atención del público internacional.
El grupo se disolvió en 1994, para regresar 5 años más tarde.
Earthsaker siguen en activo al día de hoy, aunque su trascendencia y audiencia se circunscriben casi exclusivamente a su país.

## Miembros
- Masafumi Nishida - Vocalista
- Shinichiro Ishihara - Guitarra
- Takayuki Kai - Bajo
- Yoshihiro Kudo - Batería

## Discografía en estudio
- 1983 - Earthshaker
- 1984 - Fugitive
- 1985 - Midnight Flight
- 1985 - Passion
- 1986 - Overrun
- 1987 - Aftershock
- 1988 - Smash
- 1990 - Treachery
- 1991 - Pretty Good!
- 1992 - Earthshaker
- 1993 - Real
- 1993 - Yesterday & Tomorrow
- 2001 - Birthday
- 2003 - Soko-ni Aru Uta (そこにある詩)
- 2004 - Faith
- 2007 - AIM
- 2008 - Quarter
- 2009 - The Course of Life
- 2010 - Back to Nexus
- 2011 - Pray for the Earth
- 2013 - The Earthshaker